# Qurain Abu l-Baul
Der Qurain Abu l-Baul (arabisch قرين أبو البول, DMG Qurain Abū l-Baul; auch Gurain al Balbul, Gurain al Bâlbûl, Qurain Abul Bul, Qurayn Aba al Bawl, Qurayn Abā al Bawl, Tuwayyir al Hamir) ist mit einer Höhe von 103 m der höchste Berg Katars. Er liegt im Süden der Halbinsel in einem militärischen Sperrgebiet, nahe der Grenze zu Saudi-Arabien.